# Addicta Ball
Addicta Ball, a volte scritto Addictaball, è un videogioco pubblicato nel 1987 per i computer Atari ST, Commodore 64 e MSX dalla Alligata Software.
Si tratta di una variante di Breakout, il classico gioco in cui si abbattono mattoni usando racchetta e palla, ma presenta delle novità di rilievo che lo rendono originale, la più evidente è lo scorrimento verticale dei mattoni.
Erano previste, ma non uscirono, versioni per ZX Spectrum, Amstrad CPC e Amiga; quest'ultima arrivò anche a essere recensita dalla stampa e ne è stato diffuso un prototipo funzionante.

## Modalità di gioco
Come nei tipici Breakout, si controlla una racchetta orizzontale (di aspetto simile a quella di Arkanoid) che si sposta lungo il fondo dello schermo e può fare rimbalzare verso l'alto una pallina che non risente della gravità, e con essa distruggere schiere di mattoni. In Addicta Ball però, a differenza dei giochi del genere, lo scopo non è abbattere tutti i mattoni, bensì arrivare in fondo a un percorso verticale. Infatti la formazione di mattoni scorre lentamente verso il basso; nuovi mattoni entrano in gioco dall'alto, e quelli che arrivano in fondo senza essere stati distrutti escono dal gioco.
Si perde una vita se la racchetta sbatte contro eventuali mattoni che sono scesi fino alla sua altezza, oppure contro creature e oggetti animati nemici che si muovono per lo schermo. Si perde una vita anche come nei tipici Breakout, se la pallina esce fuori dal fondo dello schermo, tuttavia qui il fondo è inizialmente protetto da una barriera di mattoni fissi che respinge la pallina. Il giocatore quindi non è tenuto a respingere sempre la pallina con la racchetta, tuttavia se la respinge molte volte di fila ottiene un bonus temporaneo di pallina più veloce. Dai mattoni abbattuti possono cadere delle gocce infuocate che fanno buchi nella barriera, se non vengono fermate prima con la racchetta. Anche alcuni mattoni con simboli di teschi bucano la barriera se la raggiungono.
Ci sono diversi tipi di mattoni speciali, alcuni da raccogliere con la pallina e altri direttamente con la racchetta, per ottenere power-up. I primi bonus disponibili sono la capacità di sparare per distruggere i mattoni anche senza pallina, e la capacità di muoversi con dei propulsori anche su e giù per lo schermo. Entrambe queste capacità sono limitate, rispettivamente dalle scorte di munizioni e di carburante, ricaricabili con ulteriori bonus. Si incontrano anche mattoni che richiedono di essere colpiti più volte e ostacoli indistruttibili.
Ci sono in tutto 6 livelli, ciascuno lungo circa come 10 schermi. Ogni livello ha un tema estetico, visibile soprattutto nelle forme create dai mattoni, ad esempio il primo livello è a tema mezzi di trasporto. Una colonna sulla destra dello schermo mostra una mappa di tutto il livello con la disposizione dei mattoni, con indicazione (assente su Commodore 64) dell'avanzamento raggiunto.

## Accoglienza
Addicta Ball venne recensito dalla stampa di settore europea dei suoi tempi, più frequentemente nella sua versione per Atari ST (che uscì per prima). Per tutte le piattaforme i giudizi furono di solito decisamente buoni e veniva riconosciuta l'originalità del gioco, nonostante facesse parte del filone dei Breakout. Alcune riviste furono poco entusiaste della versione Atari ST, con giudizi complessivi di sufficienza, per via della qualità limitata rispetto alle capacità della macchina. La rivista ACE lo mise tra i 100 migliori giochi per computer dell'annata 1987/1988, ma riducendo il proprio precedente giudizio verso la sufficienza.